# Carl Henrik Ramsay (militär)
Carl Henrik Ramsay född 3 januari 1749 i Sahalax socken, Finland, död 23 november 1810 i Vänersborg, var en svensk militär (överstelöjtnant).
Ramsay blev page vid hovet 1762 och utnämndes till sergeant vid Nylands dragonregemente samma år. Han blev kammarpage 1768 och utnämndes till fänrik vid Savolaks regemente 1771 och till löjtnant 1773. Han var understallmästare vid hovstallet 1777 och utnämndes till kapten vid Karelska dragonregementet samma år. Han förflyttades till det von Blixenska regementet i Stralsund 1779 och genom ett byte placerades han vid Garnisonsregementet i Göteborg samma år. Han utnämndes till sekundmajor vid Garnisonsregemente 1785 och till premiärmajor 1787 för att slutligen utnämnas till överstelöjtnant 1793. Han begärde avsked från armén 1794.
Han var son till löjtnanten Gustaf Vilhelm Ramsay (1711-1776) och Anna Juliana Taube, (1717-1775) samt från 1784 gift med dottern till direktören för Ostindiska kompaniet brukspatron Olof Ström Maria Catharina Ström (1763-1822), paret fick fyra barn.